# 真実は勝つ

チェコの共和国大統領旗

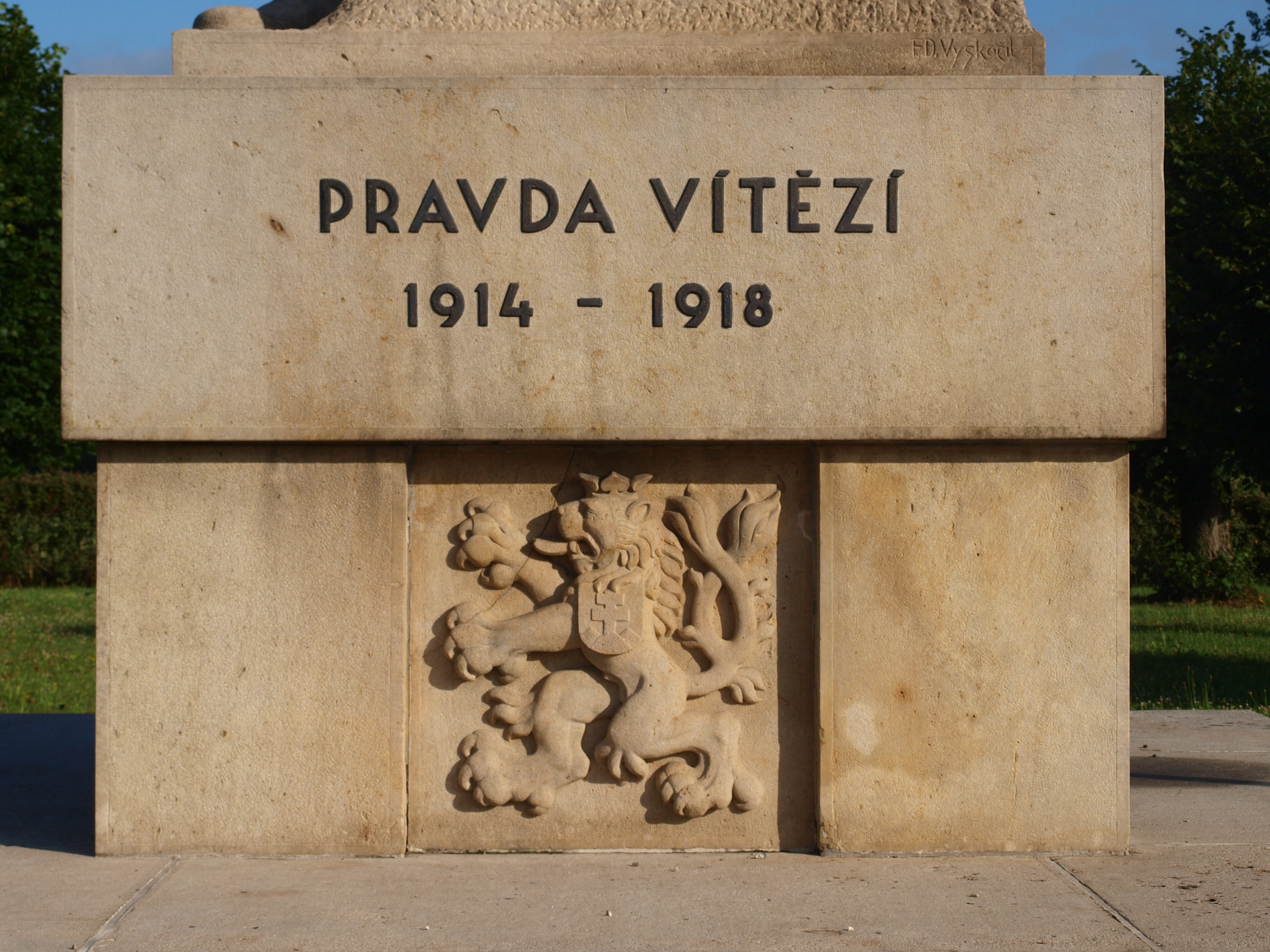

真実は勝つ （しんじつはかつ、チェコ語: Pravda vítězí, チェコ語発音: [ˈpravda ˈviːcɛziː], スロバキア語: Pravda zvíťazí, ラテン語: Veritas Vincit）は、モットーの一つでラテン語、チェコ語の成句。チェコ共和国の国の標語であり、同国大統領の旗にもチェコ語で記されており、同国憲法を含む国家の象徴である。旧チェコスロバキアの国の標語でもあった。
このフレーズはプラハにあるヤン・フスの墓にも記されている。この成句は彼の「真実を探求せよ、真実を聞け、真実を学べ、真実を愛せ、真実を語れ、真実を抱け、真実を守れ、死ぬときまで」という言葉に由来すると信じられている。
「真実は勝つ」の成句は1918年に初代チェコスロバキア大統領、トマーシュ・マサリクによって国の標語になった。その後、ヴァーツラフ・ハヴェルの「真実に生きる」という観念と1989年の彼の民主化運動のスローガン「愛と真実は憎しみと虚偽を征服しなければならない」に影響を与えた。

チェコの政治的思想において真実の概念は長い伝統を有してきた。ヤン・フスとコメニウスは真実を神学的様相に結び付けていた。マサリクの倫理的概念では真実は嘘の対極として見られるようになった。 
 
フスのクレドは、物理的軍事的強さよりも、道徳的、精神的な強さの証明として見られてきた。 
『憲章77』運動には「真実に生きる人々のために真実は勝つ」という標語があった。
ビロード革命後のチェコ及びスロバキア連邦共和国時代には、チェコとスロバキアの対等性を表すためにラテン語のVeritas Vincitが用いられた。

## 注
1. ↑  “Czech Republic - Constitution”.   Servat.unibe.ch (1992年12月16日). 2011年11月6日閲覧。
2. 1 2  Holý, Ladislav (1996). The little Czech and the Great Czech Nation: national identity and the post-communist transformation of society. Cambridge University Press. p. 40. ISBN 0-521-55469-1
3. ↑  Gordon, Dane R. (1998). Philosophy in post-communist Europe. Rodopi. p. 57. ISBN 90-420-0358-8
4. ↑  Abrams, Bradley F. (2005). The struggle for the soul of the nation: Czech culture and the rise of communism. Rowman & Littlefield. p. 100. ISBN 0-7425-3024-8
5. ↑  Willard, Dallas (2010). A Place for Truth: Leading Thinkers Explore Life's Hardest Questions. InterVarsity Press. p. 39. ISBN 0-8308-3845-7